# كونال باسو
كونال باسو (بالهندية: कुणाल बसु؛ بالإنجليزية: Kunal Basu) هو كاتب ومؤلف هندي، ولد في 4 مايو 1956 في كلكتا في الهند.